# Епишинский сельсовет
Епишинский сельсовет — сельское поселение в Енисейском районе Красноярского края России.
Административный центр — село Епишино.

## Население
| 2010 | 2012 | 2013 | 2014 | 2015 | 2016 | 2017 |
| ---- | ---- | ---- | ---- | ---- | ---- | ---- |
| 973  | ↘906 | ↘883 | ↘827 | ↘767 | ↘669 | ↘667 |

## Состав сельского поселения
В состав сельского поселения входят 2 населённых пункта:
| № | Населённый пункт | Тип населённого пункта       | Население |
| - | ---------------- | ---------------------------- | --------- |
| 1 | Епишино          | село, административный центр | 920       |
| 2 | Еркалово         | деревня                      | 53        |

## Местное самоуправление
Епишинский сельский Совет депутатов
Дата избрания: март 2010 года. Срок полномочий: 4 года
Глава администрации муниципального образования
- Рунова Галина Анатольевна. Дата избрания: март 2010 года. Срок полномочий: 4 года